# Heart Aerospace
Heart Aerospace est une start-up suédoise développant des avions électriques et hybrides. La société développe l'ES-30, un avion de ligne régional hybride-électrique de 30 passagers. L'ES-30 devrait avoir une autonomie allant de 200 à 800 kilomètres. La société prévoit de commencer les essais en vol en 2026 et que l'ES-30 soit commercialisé en 2028.

## Historique
L'entreprise est fondée en 2018 par Anders et Klara Forslund.
Le premier avion de la société, l'ES-19, capable de transporter 19 passagers, est présenté en 2020.
En mars 2021, Heart a signé une lettre d'intention avec Finnair qui permettrait à la compagnie aérienne d'acheter jusqu'à 20 avions ES-19. En juillet 2021, United Airlines a annoncé son intention d'acheter jusqu'à 200 avions ES-19 à exploiter sur les routes United Express. En septembre 2020, Sounds Air a signé une lettre d'intention pour acheter des avions ES-19.
En 2022, Heart annule le programme ES-19 et présente l'ES-30, un avion capable de transporter 30 passagers sur une distance deux fois supérieure.
Le 12 septembre 2024, Heart Aerospace a dévoilé l'ES-30, son avion de démonstration hybride électrique. Le Heart X1, construit en interne, servira aux tests avant un premier vol électrique en 2025. Heart prépare le prototype Heart X2, prévu pour 2026, visant la certification de l'ES-30 d'ici 2030. Puis, en septembre 2022, Air Canada a acquis une participation de 5 millions de dollars canadiens dans Heart dans le cadre d'un contrat d'achat de 30 avions ES-30, qui devraient entrer en service en 2028. United Airlines, Sounds Air et Mesa Airlines ont reconfirmé leur intérêt pour l'ES-30. Heart Aerospace a également des lettres d'intention de Braathens Regional Airlines, Icelandair et SAS pour un total de 96 avions, et 40 unités supplémentaires pour le bailleur Rockton.

## Avions

### ES-19
L'ES-19 est présenté en 2020. Il a une capacité de 19 passagers et peut parcourir 400 km. Entièrement alimenté par des batteries, ses quatre moteurs lui permettrait d'atteindre une vitesse de 330 km/h. Programme annulé en 2022.

### ES-30
L'ES-30, présenté en 2022, un avion capable d'emporter 30 passagers. Il a un rayon d'action deux fois plus grand que l'ES-19 : 800 km avec la configuration électrique-hybride. Cependant, la configuration 100 % électrique ne permet de franchir que 400 km. Les premiers tests de vols devraient avoir lieu en 2026 tandis que la commercialisation devrait avoir lieu en 2028.